# Unio Trium Nationum
Az Unio Trium Nationum (’három nemzet egyesülése’), vagy kápolnai unió kölcsönös szövetségi egyezmény, amelyet az erdélyi magyar nemesek, a székely lófők és az erdélyi szászok vezetői kötöttek Csicsókápolnán 1437. szeptember 16-án, válaszként az az év nyarán kitört erdélyi parasztfelkelésre. A szövetség hivatalosan az Erdélyt fenyegető mongol és oszmán veszély ellen, ténylegesen azonban a parasztok ellen irányult. Bár a parasztfelkelés négy hónappal később befejeződött, a magyar, székely és szász nemzet uniója még több évszázadon át fennmaradt, és egészen 1848-ig meghatározta Erdély politikai berendezkedését.
A kápolnai unió célja részben a püspökség  és a nemesség közötti viszály elsimítása, részben a kisnemesség megnyerése volt. A szövetség megkötésében Lépes György erdélyi püspökön kívül részt vettek Lépes Lóránd alvajda, a nemesek, a székelyek előkelői és a szászok vezetői.

## A kor közigazgatása

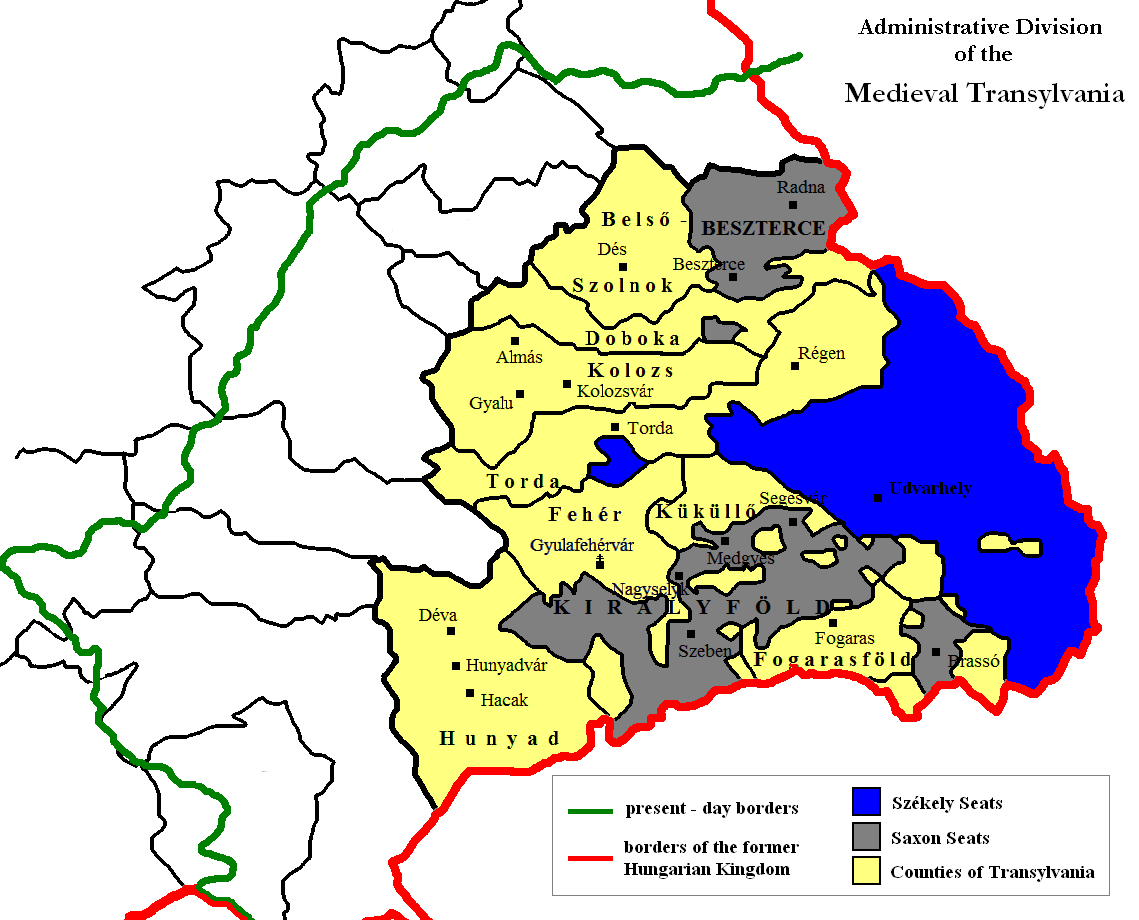
A kor Erdélyének területi adminisztrációs részei

Erdély ebben az időben két közigazgatási részre oszlott. Egyrészt vármegyék voltak, ahol a földesurak töltötték be a vezetői funkciót a feudális rendszer törvényeinek megfelelően. Itt a többségi lakosság magyar volt, illetve itt éltek a román jobbágyok is. Másrészt pedig a székelyek és a szászok által lakott területek székekre oszlottak. Itt nem a király által kinevezett urak uralkodtak, hanem királyi előjoguk révén helyi hatóságok voltak jelen, és ezen székek önrendelkezési joggal, autonómiával rendelkeztek.

## Az uniót kiváltó események
Az Oszmán Birodalom növekedésével és a környező területek elnyerésével Erdély sorsa veszélyeztetetté vált. Bár Zsigmond király fegyverszünetet kötött a török seregekkel, mikor a cseh trón elfoglalására indult, ez nem jelentett akadályt az új szultánnak abban, hogy Havasalföldön keresztül Erdély ellen vezesse hadait 1421-ben. A hadjárata során feldúlta a Barcaságot és elfoglalta Brassót. Eközben a magyar hadsereg Csehországban harcolt a husziták elleni háborúban, így a többször is megismétlődő török fosztogatások ellen a határokon lakó székelyek és szászok nem számíthattak segítségre. A nagy számú török betörések láttán a király rájött arra, hogy csupán a sérelmek megtorlásával érheti el, hogy a keleti határvidéken ismét nyugalom legyen. Ezért 1423-ban visszahívta a cseh területekről a seregét és a törökök ellen vonult hadba, akik felett győzelmet aratott. Ezzel ideiglenesen elérte azt, hogy a török seregek ne háborgassák a magyar határvidéket, azonban 1432-ben a havasalföldi vajda seregével egyesülve a törökök ismét betörtek Erdélybe, és felbolygatták a határvidéket.
Ugyanekkor Erdély középső vidékein a nemesség és a papság más gondokkal küzdött. Lépes György erdélyi püspök a kialakult helyzet ismeretében nem sürgette a tizedfizetést. Ez időben ugyanis a huszitizmus kiirtása ellen harcolt az egész ország, ám ez a vallási irányzat egyre nagyobb elismerésre tett szert Erdélyben. Mivel gyakran öldökléssé fajult a harc egyes szász vidékeken az egyháznak járó tized kifizetésére, az erdélyi vallási élet hanyatlásnak indult. Sok falu megtagadta a tized fizetését, azonban ezen ellenállást az akkori vallási vezetők nem a szegénység eredményének vélték, hanem teljes mértékben a huszita nézetek elterjedését vélték benne felfedezni. Azonban az akkori püspök, Lépes György látszólag kegyesebb volt a néppel, és az elmaradt évek tizedeinek befizetését nem sürgette. Azonban ezt azért tette, mivel tudomása volt arról, hogy a kincstár újabb, az addig használtaknál sokkal értékesebb pénzt fog veretni. Ez meg is valósult, majd nem sokkal ez után a püspök az elmaradások befizetését is az új pénzben kérte. A parasztságban ez újabb felháborodást váltott ki, nemkülönben az a határozat is, mely kimondta, hogy nem költözhettek szabadon. Ezen sérelmeik váltották ki a Szamos menti parasztok fellázadását, akik ellen a vajda seregei élén vonult harcba. Bár a harcok nem voltak döntő jellegűek, mégis nagyobb mértékben kedvezett az eredmény a parasztoknak, ezért az ezt követő alkudozásban elérhették azt, hogy visszanyerjék a szabad költözési jogukat, illetve a földesurakhoz való viszonyuk teljes mértékű szabályozását. Szintén a béke értelmében megszabták, hogy évente egyszer összegyűlhetnek a Bábolna (Alparét) melletti hegy körül, ahol megvitathatják, ha a nemesség eleget tesz adott szavának és ha betartja a kötött egyezséget. A békét végül a kolozsmonostori apátság előtt kötötték meg 1437. július 6-án.

## A szerződés létrejötte
A szerződésben megbeszélteket azonban a parasztság szerint nem tartották be a nemesek, ezért 1437 nyarán parasztfelkelés tört ki Budai Nagy Antal vezetésével. A felkelés leverésére az erdélyi nemesség a székelyek és szászok segítségét is kérte. Csicsókápolnán találkozva a három náció szövetséget kötött, és együtt vonultak a fellázadó parasztok ellen. Ezt a szerződést nevezték el Unio Trium Nationumnak. 1438. február 2-án a tordai országgyűlésen megerősítették a kötött egyezséget, és kiterjesztették a belső és külső ellenségekkel szembeni kölcsönös segélynyújtásra.

## A szerződés főbb pontjai
1. a szerződő felek hűséget fogadnak a királynak;
2. ha valamelyik szerződő felet támadás érné, a többi köteles segítségére sietni;
3. rendelkeztek a táborozó katonaság ellátásáról;
4. megszüntettek minden ellenségeskedést egyrészt a püspökség és a gyulafehérvári káptalan, másrészt a magyar nemesek, a szász és a székely előkelők között.[2]